# Houmane Jarir
Houmane Jarir (Casablanca, Marruecos; 30 de noviembre de 1944 – Estados Unidos; 19 de mayo de 2018) fue un futbolista marroquí que jugaba en la posición de delantero.

## Carrera

### Club
Jugó toda su carrera con el Raja Casablanca desde que entró en las divisiones menores en 1955 hasta su periodo de profesional de 1962 a 1977, periodo en el cual ayudó al equipo a ser campeón de la Copa del Trono en la temporadas de 1974 y 1977 y fue el máximo goleador de la GNF 1 en la temporada 1966/67.

### Selección nacional
Jugó para Marruecos de 1966 a 1970 en 21 partidos y anotó cuatro goles, participando en los Juegos del Mediterraneo de 1967, la clasificación para los Juegos Olímpicos de México 1968 y en la primera participación de Marruecos en una Copa Mundial de Fútbol en México 1970, además de ser el autor del primer gol en la historia de Marruecos en los mundiales en la derrota por 1-2 ante Alemania Federal.

### Entrenador
Inició como asistente del Raja Casablanca en 1976 mientras era jugador del club, siendo el entrenador en jefe en 1978, en el primero de tres periodos que tuvo el club a su cargo. También dirigió a los equipos Tihad AC, Tihad SC y Étoile de Casablanca.
Como parte del cuerpo técnico del Raja Casablanca flue finalista de la Copa del Trono en 1983 y la Copa Africana de Clubes Campeones 1989.

## Palmarés

### Jugador
Raja Club Athletic
- Coupe du Trône (1): 1974

### Entrenador
Raja Club Athletic
- Copa Africana de Clubes Campeones (1): 1989
- Coupe du Trône (1): 1977

### Distinciones individuales
- Goleador de la GNF 1 en la temporada 1966-1967 (18 goles)